# La Haye, Seine-Maritime
La Haye är en kommun i departementet Seine-Maritime i regionen Normandie i norra Frankrike. Kommunen ligger i kantonen Argueil som tillhör arrondissementet Dieppe. År 2022 hade La Haye 368 invånare.

## Befolkningsutveckling
Antalet invånare i kommunen La Haye
| Referens: INSEE |